# Стрілиця (рослина)
Стріли́ця або стрілоли́ст (Sagittaria) — рід водних багатолітніх рослин родини частухових. Включає приблизно 39 видів, що ростуть в помірних і тропічних регіонах, переважно в Північній і Південній Америках, однак кілька в Азії, Європі й Африці.

## Опис

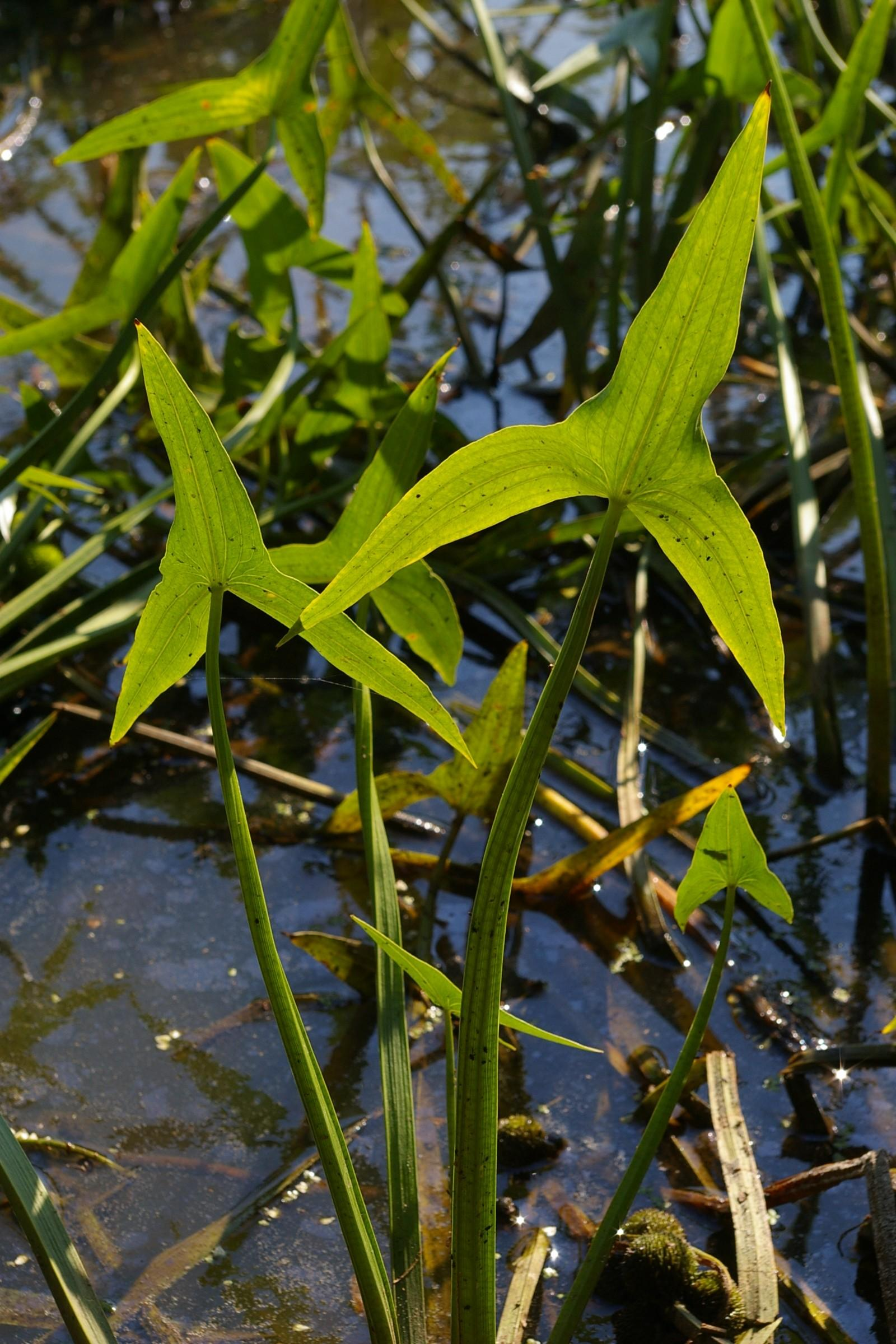
Листя стрілиці звичайної

Стрілиця (стрілолист) — багатолітні трав'янисті рослини, які повністю ростуть у воді або частково в неї занурені (гідрофіти за життєвою формою).
З короткого товстого кореневища з бульбоносними пагонами виходить тригранне стебло. Воно досягає від 20 до 110 см завдовжки, але при цьому знаходиться під водою і сповнене повітряноносною тканиною (аеренхімою).
Для стрілиці характерне явище гетерофілії: листя має різну форму. Підводне листя простої подовженої форми, частіше схоже на тонкі нитки (стрічкоподібне) до 1,2 м завдовжки. Плавуче листя — еліптичне. Надводне листя формою нагадує стрілу, від якого походить назва роду, зазвичай досягає довжини 25 — 30 см.
Квітки переважно одностатеві, зібрані в китицеподібні суцвіття по 3, в діаметрі від 1,2 до 5 см, мають зелену 3-членну чашечку і 3 білі з рожевою підставою пелюстки. Нижні дві мутовки з маточкових квіток, інші, — з тичинкових, квітконоси маточкових квіток коротші. Квітне з середини червня до кінця серпня.
Плід — крилата сім'янка з носиком, плаває на поверхні води.

## Поширення, види і використання
Всього налічується бл. 35 видів стрілиці, поширених переважно в Америці (більшість), також у Європі та Азії. Зростає, в основному, по берегах різних водоймищ, у стоячих і повільно текучих водах, по заболочених луках; віддає перевагу глеєвим ґрунтам і свіжим торф'яникам.
В Україні поширений єдиний вид — стрілиця звичайна (Sagittaria sagittifolia); за іншими даними росте ще один вид — стрілиця трилиста Sagittaria trifolia.
Види
- Sagittaria aginashi Makino
- Sagittaria ambigua J.G. Sm.

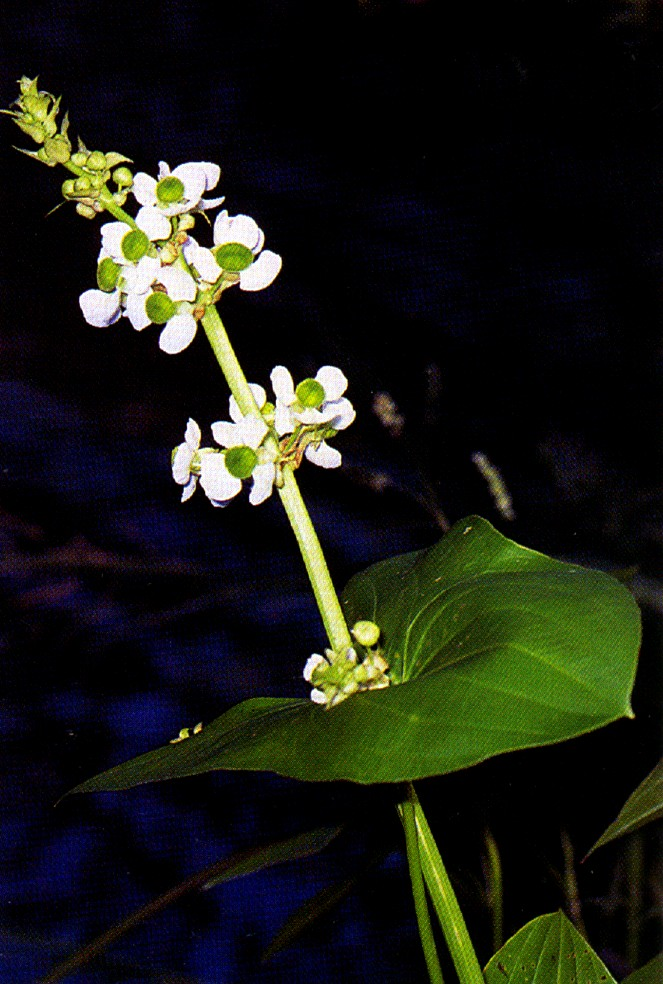
Sagittaria latifolia

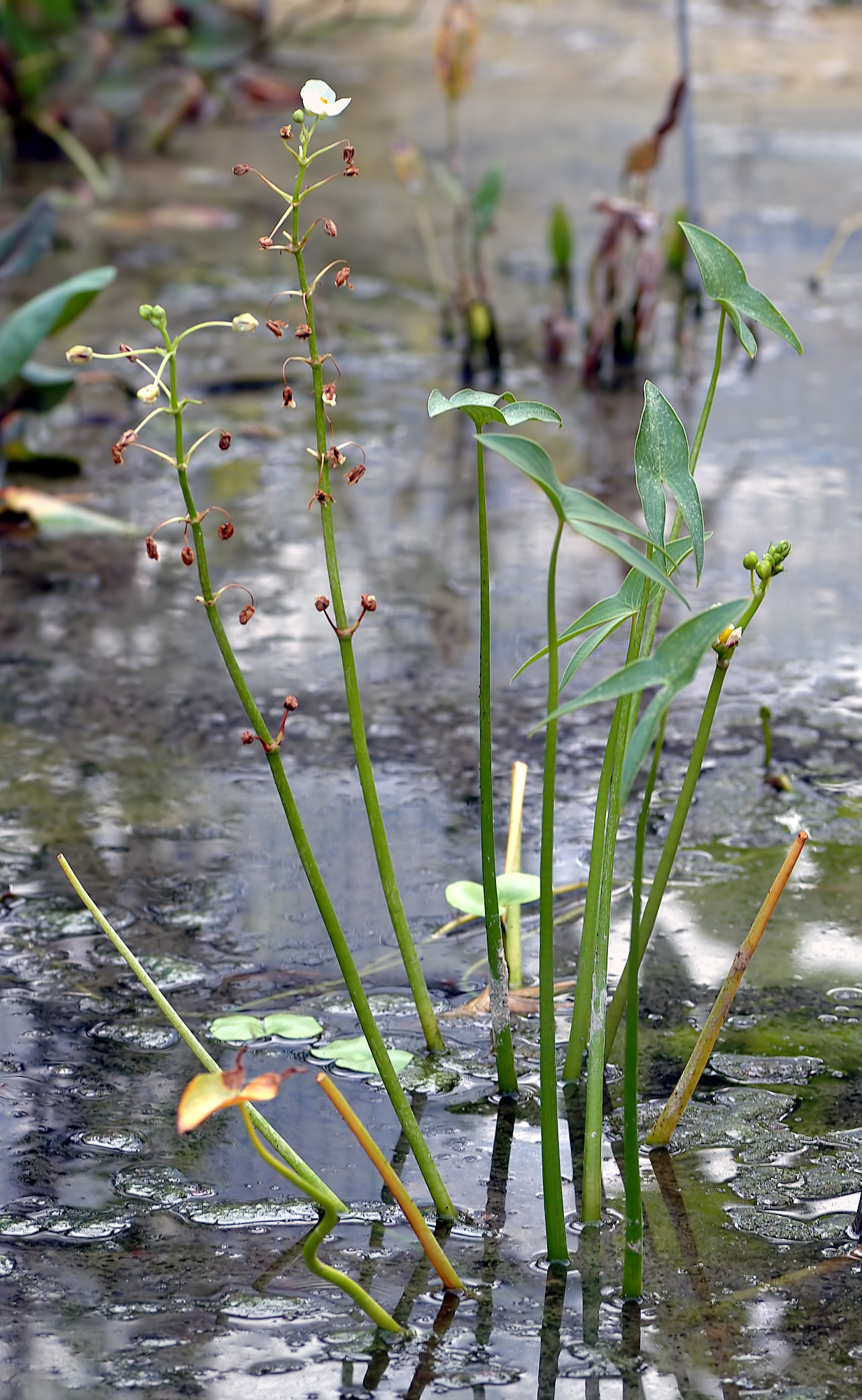
Sagittaria montevidensis

- Sagittaria australis (J.G. Sm.) Small
- Sagittaria brevirostra Mackenzie & Bush
- Sagittaria calycina Engelm.
- Sagittaria cristata Engelm.
- Sagittaria cuneata Sheldon
- Sagittaria demersa J.G. Sm.
- Sagittaria engelmanniana J.G. Sm.
- Sagittaria fasciculata E.O. Beal
- Sagittaria filiformis J.G. Sm.
- Sagittaria graminea Michx. — Стрілиця злакоподібна
- Sagittaria guayanensis Kunth
- Sagittaria intermedia Micheli
- Sagittaria isoetiformis J.G. Sm.
- Sagittaria kurziana Glück
- Sagittaria lancifolia L. — Стрілиця ланцетолиста
- Sagittaria latifolia Willd.;— Стрілиця широколиста
- Sagittaria longiloba Engelm. ex J.G. Sm.
- Sagittaria montevidensis Cham. & Schlecht.
- Sagittaria natans Pall. — Стрілиця плавуча
- Sagittaria papillosa Buch.
- Sagittaria platyphylla (Engelm.) J.G.Sm.;— Стрілиця низька
- Sagittaria rigida Pursh
- Sagittaria sagittifolia L. — Стрілиця звичайна
- Sagittaria sanfordii Greene
- Sagittaria secundifolia Kral
- Sagittaria spongiosus
- Sagittaria subulata (L.) Buch. — Стрілиця шилоподібна
- Sagittaria teres S. Wats.
- Sagittaria trifolia L.;— Стрілиця трилиста

Бульбоподібні потовщення кореневища стрілиці є поживою для водоплавних птахів.
В Китаї та Японії стрілицю культивують для одержання крохмалю з кореневищ.